# These Are the Days of Our Lives
"These Are the Days of Our Lives" je singl britanskog rock sastava "Queen" koji je u SAD-u objavljen 5. rujna 1991., što je bio posljednji Mercuryjev rođendan, na "B" starni nalazi se "Bijou". 
U UK-u singl je objavljen 9. prosinca 1991., na dvostrukoj "A" strani se nalazi Mercuryjeva "Bohemian Rhapsody" koja je 1975. godine objavljena na albumu "A Night at the Opera". Pjesma je objavljena na albumu "Innuendo" iz 1991. godine, a pjesmu je napisao bubnjar Roger Taylor koju je posvetio Freddiju Mercuryju. 1992. godine proglašena je za najbolji singl godine u UK-u.
U glazbenom spotu Mercury se posljednji put pojavljuje pred kamerama već teško bolestan i slabo pokretan, te se u spotu oprašta od publike riječima: "I still love you", odnosno "Još vas volim". Spot je snimljen bez Briana Maya koji se u vrijeme snimanja spota nalazio u SAD-u, te su kadrovi s njegovim snimkama snimljeni kasnije i umontirani u spot.
1992. godine na Freddie Mercury Tribute Koncertu pjesmu su izveli George Michael i Lisa Stansfield. 1999. godine objavljena je na kompilaciji Greatest Hits III.
"Queen + Paul Rodgers" izvodili su pjesmu na turneji 2005. / 2006. u Japanu, s Taylorom kao vokalom.

## Vanjske poveznice
- Tekst pjesme These Are the Days of Our Lives  Arhivirana inačica izvorne stranice od 5. travnja 2013. (Wayback Machine)